# Râpa Verde
Râpa Verde (monument al naturii) este o arie protejată de interes național ce corespunde categoriei a III-a IUCN (rezervație naturală de tip paleontologic), situată în nord-estul Transilvaniei, pe teritoriul județului Bistrița-Năsăud.

## Localizare
Aria naturală se află în extremitatea estică a județului Bistrița-Năsăud, la limita vestică a Munților Călimani (grupă muntoasă aparținând lanțului carpatic al Orientalilor) în bazinul Văii Budacului, pe teritoriul administrativ al comunei Dumitrița (satul Budacu de Sus).

## Descriere
Rezervația naturală a fost declarată arie protejată prin Legea Nr.5 din 6 martie 2000 (privind aprobarea Planului de amenajare a teritoriului național - Secțiunea a III-a - zone protejate, publicată în Monitorul Oficial al României, Nr.152 din 12 aprilie 2000) și se întinde pe o suprafață de un hectar. Aceasta este inclusă în situl de importanță comunitară Cușma.
Râpa Verde  reprezintă o zonă naturală (un afloriment aflat pe malul stâng al Văii Budacului) ce adăpostește un depozit cu resturi de plante fosile conservate în straturi de rocă sedimentară, constituite din zăcăminte de marnă tufitică și piroclastite andezitice atribuite Miocenului superior.